# Graciano Atienza Fernández
Graciano Atienza Fernández (Villarrobledo, 18 de diciembre de 1884-Madrid, 3 de noviembre de 1935) fue un periodista, abogado y político español.

## Vida
Hijo de Mariano Atienza Castillo y Leonor Fernández Fabuel nació, curiosamente, en la misma casa que acogió a Santa Teresa de Jesús durante su estancia en la ciudad en 1580. Fue bautizado con el nombre de Graciano Zósimo Francisco Rufo Abaristo [sic.], tal y como se refleja en su partida de bautismo.
Cursó sus estudios primarios y de Bachillerato en su Villarrobledo. A pesar de que completó la carrera de Derecho con un brillante currículum en Madrid, no llegó a ejercer un solo día pues su verdadera vocación era el periodismo.
En 1904 comenzó a desarrollar su carrera periodística en el diario El Imparcial del que, con el tiempo, llegó a ser redactor jefe y director. Esta actividad la simultaneaba con otras colaboraciones en el periódico La Verdad de Villarrobledo bajo el seudónimo Grafiter.
En las elecciones de 1923 fue elegido diputado en las Cortes, pòr la circunscripción de Hellín. Aunque por motivos laborales se hubo de establecer en Madrid, siempre estuvo implicado en la vida de su pueblo natal. Prueba de ello fue su intercesión, en 1929, ante el rey Alfonso XIII para la concesión a Villarrobledo del título de ciudad. El mes de junio de 1929 se publicó en la Gaceta de Madrid el Real Decreto mediante el cual se concedía dicha distinción a la, hasta entonces, dos veces villa, como prueba de su agradecimiento, la "Ciudad" de Villarrobledo, le premió dándole su nombre a una calle, actualmente Calle de Graciano Atienza, calle peatonal-comercial principal de Villarrobledo, también conocida popularmente como calle de La Plaza.
En 1930 fue nombrado gobernador civil de la provincia de Córdoba. Poco después, en 1933 ingresó en Prensa Española —propietaria del periódico ABC— como subdirector de la revista Blanco y Negro.
Muy prematuramente y de manera fulminante, murió en su casa de Madrid en 1935 cuando solo contaba con 51 años.

## Premio de Periodismo Graciano Atienza
En 1959 su viuda, María Gullón, instituyó en su memoria el Premio Nacional de Periodismo Graciano Atienza, que fue entregado hasta 1992. Actualmente, la Asociación de Informadores Locales Graciano Atienza desea recuperar la entrega de dichos galardones